# Leycesteria gracilis
Leycesteria gracilis là một loài thực vật có hoa trong họ Kim ngân. Loài này được (Kurz) Airy Shaw mô tả khoa học đầu tiên năm 1927.